# Севезьке князівство
50°28′08″ пн. ш. 19°14′10″ сх. д. / 50.4689° пн. ш. 19.2361° сх. д.
Севезьке князівство (лат. Ducatus Severiensis, пол. Księstwo siewierskie) — удільне польське князівство у Верхній Сілезії, зі столицею у місті Севеж.
Існувало в 1312 — 1795 роках. Виникло внаслідок відокремлення від Сілезького князівства. Спочатку князівством управляли князі із династії П'ястів. 1337 року стало частиною Цешинського князівства. З 1443 року — автономна область під керівництвом Краківських архієпископів. 1790 року інкорпороване до складу Речі Посполитої як складова Малопольської провінції. 1795 року анексоване Прусським королівством. 1807 року тимчасово відтворене Наполеоном у межах Варшавського герцогства й подароване Жану Лану. 1815 року ліквідоване й інкорпороване до складу Російської імперії.